# Somerton (Oxfordshire)
Somerton – wieś w Anglii, w hrabstwie Oxfordshire, w dystrykcie Cherwell. Leży 23 km na północ od Oksfordu i 94 km na północny zachód od Londynu. W 2001 miejscowość liczyła 281 mieszkańców.